# Coronarctus fastigatus
Espèce
Coronarctus fastigatus est une espèce de tardigrades de la famille des Coronarctidae. 

## Distribution
Cette espèce se rencontre dans l'océan Indien dans le canal du Mozambique entre 675 et 2 400 m de profondeur.

## Publication originale
- Renaud-Mornant, 1987 : Bathyal and abyssal Coronarctidae (Tardigrada), descriptions of new species and phylogenetical significance. Biology of Tardigrades. Collana U.Z.I. Selected Symposia and Monographs, no 1, p. 93–101.